# Too many people
『Too many people』（トゥー・メニー・ピープル）は、ASKAの8枚目のオリジナル・アルバムで、本作の7曲目の楽曲名である。2017年2月22日にCDで発売された。発売元はDADAレーベル。さらに、同年11月29日にLPでも発売されている。

## 背景
2013年3月発売のカバーアルバム『「僕にできること」いま歌うシリーズ』から3年11ヶ月、前作のオリジナル・アルバム『SCRAMBLE』以来4年4ヶ月ぶりのリリースである。2013年に週刊文春から薬物報道の記事が出て、活動自粛し、2014年に覚醒剤取締法違反（所持）の容疑で逮捕され、保釈後に制作された50曲もの楽曲の中から、13曲を厳選した作品となっている。

## 制作
2016年11月27日に自身のブログで本作の収録曲の完成を発表したが、翌日の28日に覚せい剤使用容疑で2度目の逮捕を受けた。しかし同年12月19日に不起訴となり再び本作の制作を発表し、24日に収録曲である「FUKUOKA」のMVと本作のタイトルを公開し、公開2日間で70万回再生された。2017年1月20日に本作のリリース日を自身のブログで発表し、翌日の21日に収録曲「X1」のMVも公開された。紆余曲折を経て、無事、2月22日にCD発売された。DADAレーベルとして本作は最初に発売された作品でもあるため、型番はDDLB-0001である。
CD発売から2ヶ月後、2017年4月26日に「と、いう話さ」のMVが公開され、公開から2日で再生数は14万回を超えて、YouTubeの急上昇ランキングに入るなど高い注目度を見せた。同年5月2日には、「しゃぼん」、同年6月11日には「東京」、同年7月15日には「リハーサル」、同年7月22日には「通り雨」のMVまで公開された。また、同年8月16日には、約1万1000人の応募の中から抽選で選ばれた300人がエキストラとして参加して「未来の勲章」の公開MV撮影が行われた。そして同年10月11日、これらMV6作品と、前年12月24日に公開されたMV「FUKUOKA」が収められたMV集「Too many people Music Video ＋ いろいろ」がリリースされた。

## リリース
また、ASKAの薬物事件以降、ASKA及びCHAGE and ASKA名義の作品は配信での発売は停止されていたが、CD発売から2ヶ月半後の2017年5月5日に配信での発売も開始。また、同年5月10日には、台湾でもwelcome musicより発売された。6月30日には、配信音源で定められている帯域をギリギリまで使ったという、本作のリマスター版がデジタル配信された。

## アナログレコード
『ソロ活動30周年記念』ということで、アナログ盤を5000枚限定で2017年11月にリリースすることになり、レコードのカッティングには、世界に82台しかないという、ノイマン社のVMS 80というカッティングマシンが使用されている。
また、より良い音で提供できるよう、費用と時間は掛かるが、原盤となるラッカー盤を何枚もプレスし、そのラッカー盤のファーストメタルプレスを使ってプレスしているという。
また、アナログ盤の収録曲には、ASKA作詞、村上啓介作曲、ASKA、田中昌之、村上啓介歌唱の新曲「いつかどこかで」のハーモニカ（演奏:ASKA）とギター（演奏:鈴川真樹）のみのバージョンが追加されている(また、この曲は、村上啓介が2017年12月8日にリリースしたニューアルバム『MAGICAL GUITAR MAN』に収録されている)。
LPは両面2枚組で、33回転180g重量盤である。

## チャート成績
2017年3月6日付のオリコン週間ランキングでは、初週2.2万枚を売り上げて初登場7位にランクインした。同チャートのTOP10にランクインするのは、前作「SCRAMBLE」が2012年10月29日付で4位を獲得して以来約4年4か月ぶりとなり、通算11作目の獲得となった。

## 収録曲

### CD盤
| 全作詞・作曲: ASKA。 |                        |           |            |                        |      |
| #                    | タイトル               | 作詞      | 作曲・編曲 | 編曲                   | 時間 |
| 1.                   | 「FUKUOKA」            | ASKA      | ASKA       | 澤近泰輔               | 4:39 |
| 2.                   | 「Be free」            | ASKA      | ASKA       | ASKA                   | 5:09 |
| 3.                   | 「リハーサル」         | ASKA      | ASKA       | ASKAの音楽を愛する仲間 | 5:36 |
| 4.                   | 「東京」               | ASKA      | ASKA       | ASKAの音楽を愛する仲間 | 5:11 |
| 5.                   | 「X1」                 | ASKA      | ASKA       | ASKA                   | 4:11 |
| 6.                   | 「それでいいんだ今は」 | ASKA      | ASKA       | 澤近泰輔               | 4:17 |
| 7.                   | 「Too many people」    | ASKA      | ASKA       | ASKA                   | 4:40 |
| 8.                   | 「と、いう話さ」       | ASKA      | ASKA       | 鈴川真樹               | 5:29 |
| 9.                   | 「元気か自分」         | ASKA      | ASKA       | 澤近泰輔               | 4:29 |
| 10.                  | 「通り雨」             | ASKA      | ASKA       | ASKA                   | 4:45 |
| 11.                  | 「信じることが楽さ」   | ASKA      | ASKA       | ASKA                   | 3:44 |
| 12.                  | 「未来の勲章」         | ASKA      | ASKA       | ASKAの音楽を愛する仲間 | 4:44 |
| 13.                  | 「しゃぼん」           | ASKA      | ASKA       | 澤近泰輔               | 5:28 |
| 合計時間:            | 合計時間:              | 合計時間: | 62:22      |                        |      |

### LP盤
| 全作詞: ASKA。 |                        |      |      |          |
| #              | タイトル               | 作詞 | 作曲 | 編曲     |
| 1.             | 「FUKUOKA」            | ASKA | ASKA | 澤近泰輔 |
| 2.             | 「通り雨」             | ASKA | ASKA | ASKA     |
| 3.             | 「それでいいんだ今は」 | ASKA | ASKA | 澤近泰輔 |
| 4.             | 「X1」                 | ASKA | ASKA | ASKA     |

| #  | タイトル         | 作詞 | 作曲 | 編曲                   |
| -- | ---------------- | ---- | ---- | ---------------------- |
| 1. | 「リハーサル」   |      | ASKA | ASKAの音楽を愛する仲間 |
| 2. | 「Be free」      |      | ASKA | ASKA                   |
| 3. | 「と、いう話さ」 |      | ASKA | 鈴川真樹               |

| #  | タイトル             | 作詞 | 作曲 | 編曲                   |
| -- | -------------------- | ---- | ---- | ---------------------- |
| 1. | 「Too many people」  | ASKA | ASKA | ASKA                   |
| 2. | 「元気か自分」       | ASKA | ASKA | 澤近泰輔               |
| 3. | 「信じることが楽さ」 | ASKA | ASKA | ASKA                   |
| 4. | 「未来の勲章」       | ASKA | ASKA | ASKAの音楽を愛する仲間 |

| #  | タイトル                                           | 作詞 | 作曲     | 編曲                   |
| -- | -------------------------------------------------- | ---- | -------- | ---------------------- |
| 1. | 「東京」                                           | ASKA | ASKA     | ASKAの音楽を愛する仲間 |
| 2. | 「しゃぼん」                                       | ASKA | ASKA     | 澤近泰輔               |
| 3. | 「いつかどこかで」(歌唱：ASKA、田中昌之、村上啓介) | ASKA | 村上啓介 | 村上啓介               |

## 楽曲解説
1. FUKUOKA
自身の故郷である福岡を歌ったバラード曲で、サウンドはピアノとアコースティックギターのシンプルなものである[11]。
このアルバムで最後に完成した曲である[25] 。
2017年2月15日に自身の地元の福岡にあるテレビ西日本（フジテレビ系）の情報番組『ももち浜ストア 夕方版』に生出演して、この曲を披露した[26]。
2018年に発売されたアルバム『Made in ASKA』にも収録されている。
2. Be free
2014年4月にASKAがCHAGE and ASKAの公式ファンクラブ「TUG OF C&A」の会員限定に送ったCDにデモ曲として収録されていた楽曲[27]。「TUG OF C&A」バージョンと歌詞が一部変わっている。
2013年の薬物使用疑惑報道で、見せてはいけない部分に触れられて大きなものを抱えてしまった時に、自分の目の前に映った景色を見て歌った曲だという[28]。
3. リハーサル
8ビートのロックサウンドとなっており、「ライブ会場の空気感を思い浮かべながらリハーサルをしている時の歌」だとASKA自身のブログに記されている[29]。
早くライブをやりたいという気持ちがずっとあって、リハーサルの一場面を歌のモチーフにしたという。良いものだという感触があっても、最後、これがやりたいことか？と自問したときに、もう1回根底から覆されてしまうことが多々ある。結局、自分が満足するかしないかは、自分の琴線に触れたところをくぐり抜けないといけない。綺麗な色でまとめてもしょうがない。リハーサルをやるとそういう感情が起こるのだという[30]。
4. 東京
東日本大震災の後、ASKAが強く感じたのは「人は繋がっている」ということ。東京も汚染されて住めなくなるのではないかという噂があった時に、改めて東京が好きだという気持ちを込めた曲だという。また、ソロでもチャゲアスでも歌えるものにしようと思って作った。ハーモニーの部分で、そうしたテイストが入っていると思うと語っている[31]。
2018年発売のベストアルバム『We are the Fellows』にも収録されている。
5. X1
『クロスワン』（『バツイチ』のこと）は、2000年頃にニューヨークの路上で、ある男性に声をかけられ暫く立ち話をした時に、その男性が使った用語。いつか、それをタイトルにした曲を作ろうと考えながら10年以上温め続けたという。2014年に完成[32]。
ASKAは自身のブログで、「『バツイチ』の方へ送ります。『これからは『バツイチ』と言わないで『X1』（クロスワン）と言おうよ』と、いう曲です」とコメントしている[13]。
6. それでいいんだ今は
あんなこと（薬物事件）になって「それでいいんだ」とは言えない。ただ、どんなことになっても人生は線であって、消しゴムで消して書き直せるものではない。今の自分を否定して生まれるパワーもあるが、それは負のパワーだと思う。それよりも「今はそれでいいんだ」と思うことで見えてくる未来もある。そんなテーマにしたかったという[31]。
7. Too many people
アルバムタイトル楽曲。
2017年12月22日に田中昌之が自身のライブでこの曲を歌唱した[33]。
8. と、いう話さ
ポップスとロックが融合した哀愁漂うバンドサウンドに仕上がっており[16]、「アップテンポな曲はないのか」というASKAへのコメントで、ASKAはこの曲を「アップテンポな曲」として挙げており、1998年に発売したアルバム『kicks』に収録された楽曲「Now」と同じ世界観だという[34]。
アルバム『We are the Fellows』にも収録されている。
9. 元気か自分
曲の最後では、歌詞カードと違うことを歌っている。その歌っている違う歌詞は物議を醸すかもしれないと、当初は言われており、ASKA自身も迷っていたが、応援し合おうという意識がASKA自身に強く芽生えたため、そう歌うことにしたという[35]。
10. 通り雨
アドリブを演奏していたら15分で作ることができた楽曲であり、シンセサイザーに透き通ったASKAの声が乗り、アコースティック・ギターが寄り添い、さわやかな曲となっている[36]。
「フランス映画のような心地よさを感じてもらえるはず」と語っている[37]。
11. 信じることが楽さ
12. 未来の勲章
8ビートのロックサウンド[38]。
2017年8月16日、東京都港区のスタジオ「STAR RISE TOWER」にて観客エキストラを300人募ってライブ風のMV収録が行われた[39]。
2017年11月12日に三浦和人のライブで歌唱した[40]。
13. しゃぼん
アルバム『We are the Fellows』にも収録されている。

## クレジット

### 制作関係者
- Mastering engineer:龍王
- Sound director:鈴川真樹
- All Music engineer:三浦健介
- Music engineer:柳和人
- Graphic designer:石生学
- Photo:岡田貴之
- Special thanks:一木弘行family,わかり合ってる仲間たち

### 参加ミュージシャン
| FUKUOKA - Guitar：古川昌義 - Piano：澤近泰輔 Be free - Drum：江口信夫 - Bass：荻原基文 - E.Guitar：鈴川真樹 - Piano：澤近泰輔 - MIDI Data Programｍing：村田努、お友達に決まってるじゃないか リハーサル - Piano＆Synthesizer：ASKAの音楽を愛する仲間 - E&A.Guitar：鈴川真樹 - MIDI Data Programｍing：ASKAの音楽を愛する仲間 東京 - Piano＆Synthesizer：ASKAの音楽を愛する仲間 - E&A.Guitar：鈴川真樹 - MIDI Data Programｍing：ASKAの音楽を愛する仲間 X1 - Piano＆Synthesizer：鈴川真樹 - E.Guitar：鈴川真樹 - MIDI Data Programｍing：お友達に決まってるじゃないか それでいいんだ今は - Drums：今泉正義 - Bass：惠美直也 - E.Guitar：狩野良昭 - Piano&Synthesizer：澤近泰輔 Too many people - Drum：江口信夫 - Bass：荻原基文 - Guitar：鈴川真樹 - Piano&Synthesizer：澤近泰輔、ASKA - MIDI Data Programming：ASKA、お友達に決まってるじゃないか | と、いう話さ - Drum：江口信夫 - Bass：荻原基文 - E&A.Guitar：鈴川真樹 - Piano：澤近泰輔 - Synthesizer：鈴川真樹 - MIDI Data Programming：お友達に決まってるじゃないか 元気か自分 - Drum：今泉正義 - Guitar：狩野良昭 - Bass：惠美直也 - Piano&Synthesizer：澤近泰輔、ASKA 通り雨 - E&G.Guitar：鈴川真樹 - Piano&Synthesizer：鈴川真樹 - MIDI Data Programming：お友達に決まってるじゃないか 信じることが楽さ - Drum：江口信夫 - Bass：荻原基文 - E&A.Guitar：鈴川真樹 - Piano：澤近泰輔 - Synthesizer：鈴川真樹、ASKA - MIDI Data Programming：お友達に決まってるじゃないか 未来の勲章 - Guitar：鈴川真樹 - Piano&Synthesizer：ASKAの音楽を愛する仲間 - MIDI Data Programming：ASKAの音楽を愛する仲間 しゃぼん - Drum：今泉正義 - Bass：惠美直也 - E.Guitar：狩野良昭 - Piano&Synthesizer：澤近泰輔、ASKA |

## 映像作品
本作関連のMV集『Too many people Music Video + いろいろ』（トゥー・メニー・ピープル・プラス・いろいろ）が2017年10月11日にDVDとBlu-rayの2形態で発売。発売元はDADAレーベル。
「ASKA CONCERT TOUR 12>>13 ROCKET」の映像のDADAレーベルからの発売が白紙となったため、本作がDADAレーベルから発売される初の映像作品となる。
MVの監督は2003年に発売された「心に花の咲く方へ」も担当した今井俊彦が務めている。

### 解説
『Too many people』収録曲7曲のMVを、MVのメイキング映像、田家秀樹をインタビュアーに迎えた、インタビュー「独白」と絡ませながら収録している。それ以外に、ニューアルバム『Black&White』の制作過程や、ASKAが作詩した散文詩「美しく」の本人による朗読も収録されている。
MVとして発表された「X1」は本作に収録されていない。また当初は、「Be free」が収録される予定であり、ASKAは、壮大なCGを背景に歌っているMVを構想していたが、収録が見送られることとなった。
当初は2017年9月20日に発売されることが自身のブログで発表されたが、同年10月11日発売に延期となった。

### 収録映像
1. >>prologue
2. >>interview 01
3. FUKUOKA
2016年12月24日、YouTube上で公開。
写真のスライドショー映像となっている。これらの写真は、アルバムのブックレットの写真も担当した、岡田貴之によって撮影された。
4. >>making movie『リハーサル』
5. リハーサル
2017年7月15日、YouTube上で公開。
ASKAバンドのキーボード担当が旭純に変わっている。観客はいないが、ライブ風のMVとなっている。ASKAが赤いスーツを久しぶりに着用している。YouTube版には無かった、別テイクが一部で使用されている。
6. >>interview 02
7. 東京
同年6月11日、YouTube上で公開。
「と、いう話さ」のMVと同じ構成 (ただし、着ている服がこちらは半袖シャツである)で収録されているが、こちらは映像に明るめのエフェクトがかかっている。これは、同じ構成で撮影されている「と、いう話さ」のMVと「陰と陽」の関係になる。こちらはその陰と陽の「陽」の方である。
8. >>interview 03
9. と、いう話さ
同年4月26日、YouTube上で公開。
トレンチコート姿のASKAとASKAバンドによる演奏。撮影は倉庫で行われた。

「東京」のMVと同じ構成で収録されているが、こちらは映像に暗めのエフェクトがかかっている。これは、同じ構成で撮影されている「東京」のMVと「陰と陽」の関係になる。こちらはその陰と陽の「陰」の方である。
10. >>interview 04
11. >>making movie『通り雨』
12. 通り雨
同年7月22日、YouTube上で公開。自身の次作のアルバム『Black&White』に収録される楽曲「オレンジの海」の制作過程の動画がYouTube急上昇ランキングで1位を獲得したために、急遽この楽曲のMVが公開された[20]。
ASKAが洋風な建物の前を、エキストラがいる中、歩いている映像となっている。このMVの撮影場所は、五反田のスタジオである。
13. >>interview 05
14. しゃぼん
同年5月2日、YouTube上で公開。
撮影は5回やり直したという[17]。バンドの出演はなく、ASKAのみの出演。MV集のために撮影された別テイクが収録されている。
15. >>interview 06
16. >>making movie『Black&White』
17. >>interview 07
18. 未来の勲章
同年8月16日、東京都港区のスタジオ「STAR RISE TOWER」にて観客エキストラを300人募ってライブ風のMV収録が行われた。このエキストラの募集は、8月上旬にネット上で行われ、約1万1000通の応募があったという。この撮影の模様は、YouTube上で生配信された[39]。
映像は「メイキング」→「散文詩『美しく』朗読」→「未来の勲章 ミュージックビデオ」という構成になっている。